# Juraj Jezerinac
Juraj Jezerinac (Jezerine, 23. travnja 1939.) prelat je Katoličke Crkve i umirovljeni prvi vojni ordinarij u Republici Hrvatskoj. Prethodno je služio kao pomoćni biskup zagrebački.

## Životopis
Rođen je 23. travnja 1939. godine u Jezerinama, župa Gornje Prekrižje kod Krašića, od oca Mije i majke Barice rođene Bradica.
Nadbiskupsku klasičnu gimnaziju završava na Šalati u Zagrebu, a Katolički bogoslovni fakultet također u Zagrebu. Zaređen je za svećenika 26. lipnja 1966. u Zagrebu. 
Od 1967. do 1969. vrši službu kapelana u Novoj Gradišci a od 1969. do 1971. župnik je župe Uzvišenja Sv. Križa u Završju Netretićkom  kraj Karlovca. Od 1971. do 1980. obavlja službu župnika u župi Sesvetski Kraljevec i Cerje. 
Otišao je potom u Kanadu gdje je vršio sljedeće službe: 
- kapelan hrvatske župe Naše Gospe Kraljice Hrvata u Torontu (od 1980. do 1985.)
- upravitelj župe u Oakvilleu (Kanada) (od 1985. do 1986.)
- kapelan u Hamiltonu (od 1986. do 1988.)
- župnik hrvatske župe u Oakvilleu (od 1988. do 1991.)

Bio je i član Vijeća BK za obitelj od 1972. do 1980. godine. 
Papa Ivan Pavao II. imenovao ga je pomoćnim zagrebačkim biskupom 11. travnja 1991. godine, a zaređen je za biskupa 8. lipnja 1991. Vojnim Ordinarijem u Republici Hrvatskoj imenovan 25. travnja 1997. Službu Vojnog Ordinarija preuzeo je 18. kolovoza 1997. godine. Umirovljen je 30. studenog 2015.
Službe u HBK:
- predsjednik Odbora HBK za pastoral osoba lišenih slobode
- član Biskupske komisije HBK za Hrvatski Caritas